# Franc Merkač
Franc Merkač, slovenski pesnik, publicist in prevajalec, * 29. september 1954, Šmihel (St. Michael) nad Pliberkom, Koroška, Avstrija.

## Življenjepis
Merkač se je rodil v Šmihelu nad Pliberkom na avstrijskem Koroškem. Obiskoval je Zvezno gimnazijo za Slovence v Celovcu. Psihologijo in pedagogiko je študiral je na dunajski in salzburški univerzi, na kateri je 1982 doktoriral s tezo o socializaciji slovenskih mladostnikov na južnem Koroškem. Več let je opravljal znanstvenoraziskovalna in dokumentarna dela na področju narodnostnih vprašanj na avstrijskem Koroškem.
Je avtor znanstvenih publikacij, pesniških zbirk, tematskih likovnih razstav, dokumetarnih filmov, radijskih in televizijskih prispevkov.
Piše liriko in se ukvarja s socialnopsihološkimi vprašanji manjšinsko-večinskega konflikta na Koroškem. Svoje knjige objavlja v samozaložbi »Avtonomna delavnica«, poleg tega ima umetnostrugarsko delavnico in galerijo Fran. Franc Merkač od leta 1982 živi v Celovcu.

## Literarno delo
Kot pesnika ga vse bolj zanima bivanje v nenehni preobrazbeni dinamiki, razčlenjuje utečena pojmovanja in si z radovednostjo utira poti do neznank pojavnosti. »Radovednost čez obzorje« ostaja zanj hrepenenje. Izdal je pesniški zbirki, iz katerih odseva družbena in jezikovna kritika oziroma jezikovna igrivost.
- Odtenki razbolele resničnost (COBISS)
- Našisti (COBISS)
- Trlopitipitiptop (COBISS)
- Na povrhnjici Zemlje (COBISS)
- Auf der Oberhaut der Erde

## Recenzija Leva Detela o pesniški zbirki "Na povrhnjici Zemlje"
“Franc Merkač, rojen leta 1954 v Šmihelu pri Pliberku je že v obeh prvih pesniških zbirkah pokazal kritični posluh za Odtenke razbolele resničnosti, kot je naslov njegovega knjižnega prvenca iz leta 1980. Sledili sta zbirki Našisti in Trlopitipitiptop - odžejam trajanje z zavestnim bivanjem - s samosvojim zamikom v razsežnosti lastne refleksivne zavesti, ki očitno rase iz konkretne etike dela in življenjskih danosti. Pesnik, ki se je po študiju psihologije in pedagogike na Dunaju in v Salzburgu sprva ukvarjal s psihološkimi, sociološkimi in jezikovnimi vprašanji Slovencev v Avstriji se namreč v novejšem času posveča umetniškemu izdelovanju lesenih predmetov v tehniki ročnega strugarstva in slikanju.
Že v prejšnji zbirki Trlopitipitiptop se je Merkač onomatopoetsko uprl na žvrgolenje ptic in fiziološke danosti bivanja. In ta biološka življenjska svetloba vedno znova polni tudi strani njegove najnovejše, na pet pomenskih delov razdeljene zbirke Na povrhnjici Zemlje. Že prva pesem žgečket, kot vsa druga besedila v tej knjigi, napisana brez velikih začetnic in brez ločil, v nekem smislu z defaktnimi prispodobami nadaljuje intencijo prejšnje zbirke. / mlada trava / žgečka / ptice / po prsih // poskakujejo v žgečkete // nezaznaven nasmeh na kljunčkih / preskoči na moji ustnici /.
V Merkačeva besedila vedno znova vdira nekako subverziven podton, ki odklanja konvencionalne poetološke poti in utečene idejne programe. Avtor s posameznimi besednimi signali in besednimi zvezami tipa globoko v tkivo svoje podzavesti. Kot pod mikroskopom se mu ob živahni izmenjavi besednih premenov in zanimivih netvorb razkriva analitično predstavljeno nihanje lastnih občutkov in spoznanj. Zdi se, da tudi znanstveni psihološki inventar, ki vedno znova kot ozmotski proces kroži skozi deblo Merkačeve poezije služi k dokumentiranju lastne bivanjske danosti. Vendar se avtor ne ustavlja pri opazovanju svojih notranjih ploskev temveč paraleno in kontinuirano v dialektičnih povezovalnih lokih raste navzven, v družbo in še dlje, v skrivnostne membrane življenja in od tod naprej v svetlobo, kozmos, čudež.
Merkač ponuja dimenzionalna presenečenja in skuša bralca, kot sporoča v pesmi, sedanjost je privid, pripeljati v neponovljivo preobrazbo v mnogodimenzionalnih prostorskih razsežnostih. Z različnimi besednimi novotvorbami kot so, mrmrjaki, mrgolice, pokožuha, zagraba, značilnimi za slovensko književnost na koroškem severnem jezikovnem robu, podčrtuje poseben podton svojih izpovedi.
Tu in tam se narahlo poigrava tudi z besednimi eksperimenti in bistroumnimi ironijami, kot je na primer v besedilu opoldne ob petih vrtljaj Zemlje po načinu koledarja francoske revolucije razdelil na deset enot. Vendar po abstraktnih zaletih v filozofsko in psihološko refleksijo ponovno pristane na povrhnjici Zemlje. Nenadoma smo soočeni z zanimivo varianto takoimenovane Naturlyrik, samosvoji opisi prirode, ko / jutro poskakuje po grebenih / in z njim mnoga živa bitja / v bujno rast /. Kot da bi pesnik po dolgem miselnem naporu hotel reči, kot da so majhne stvari najlepše.”